# Фрідріхсдорф
Фрідріхсдорф (нім. Friedrichsdorf) — місто в Німеччині, знаходиться в землі Гессен. Підпорядковується адміністративному округу Дармштадт. Входить до складу району Верхній Таунус.
Площа — 30,12 км2. Населення становить 25 528 осіб (станом на 31 грудня 2020 року).

## Галерея

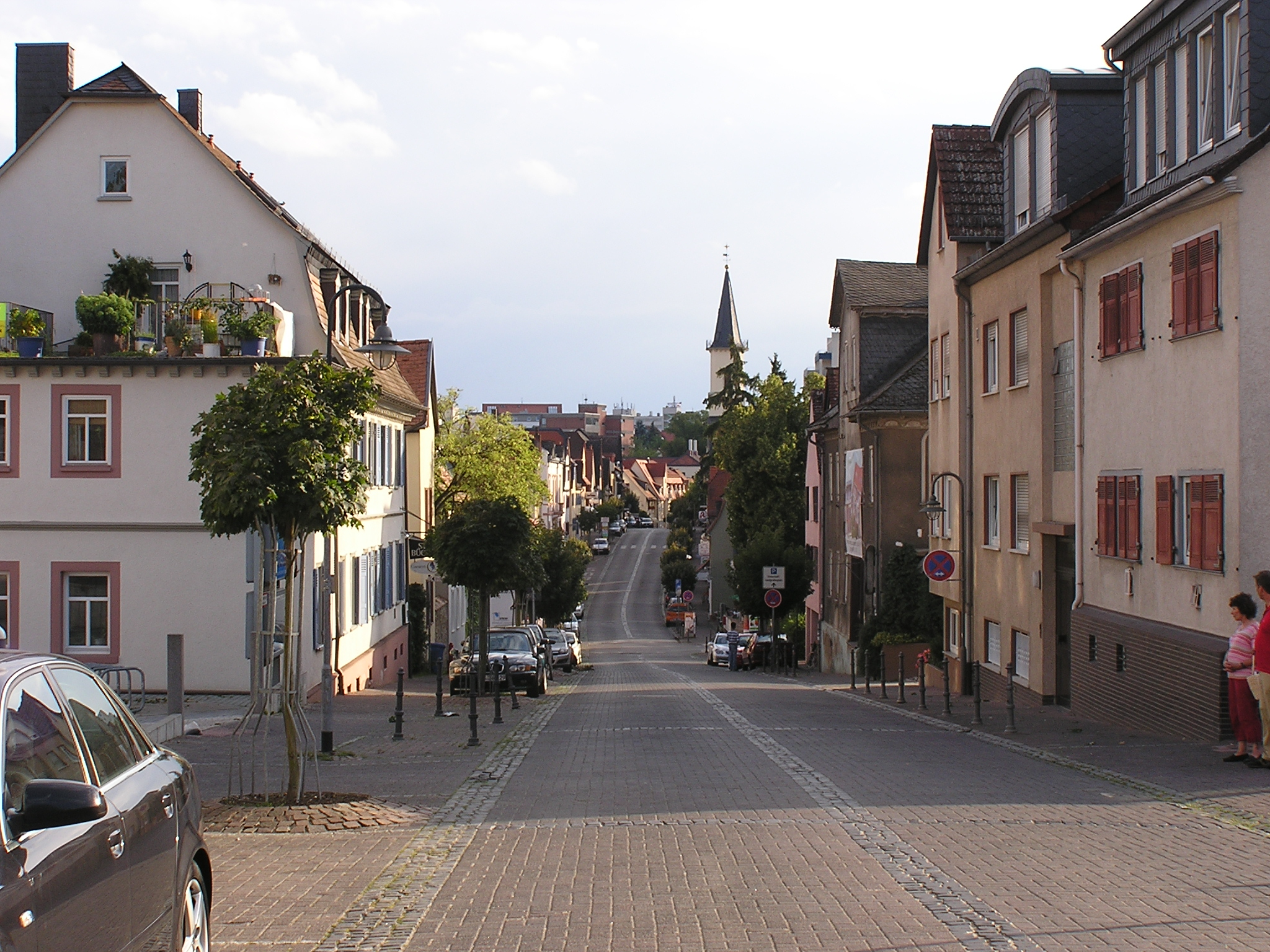
Вулиця Гугенотів
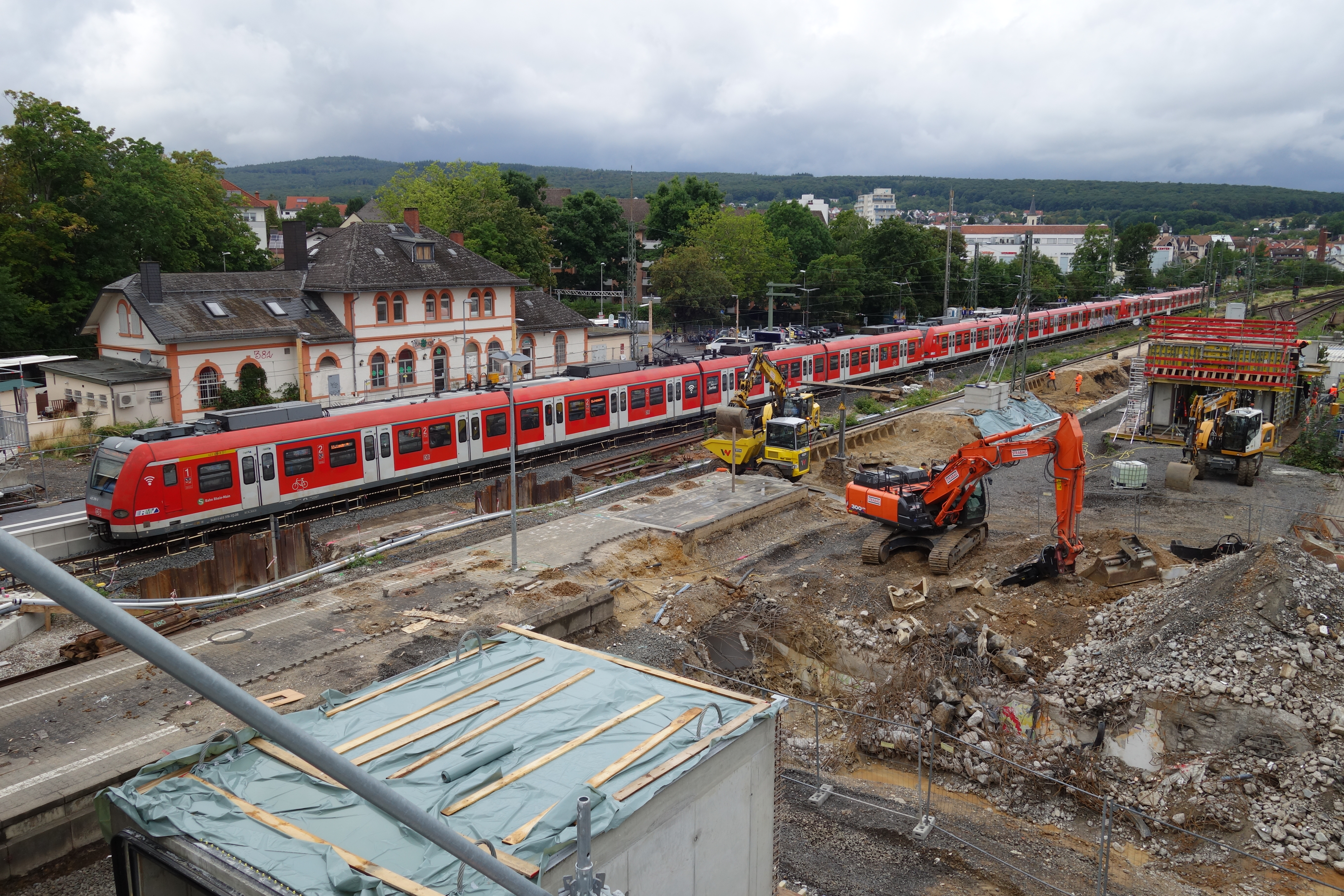
Станція Friedrichsdorf під час модернізації у 2023 році
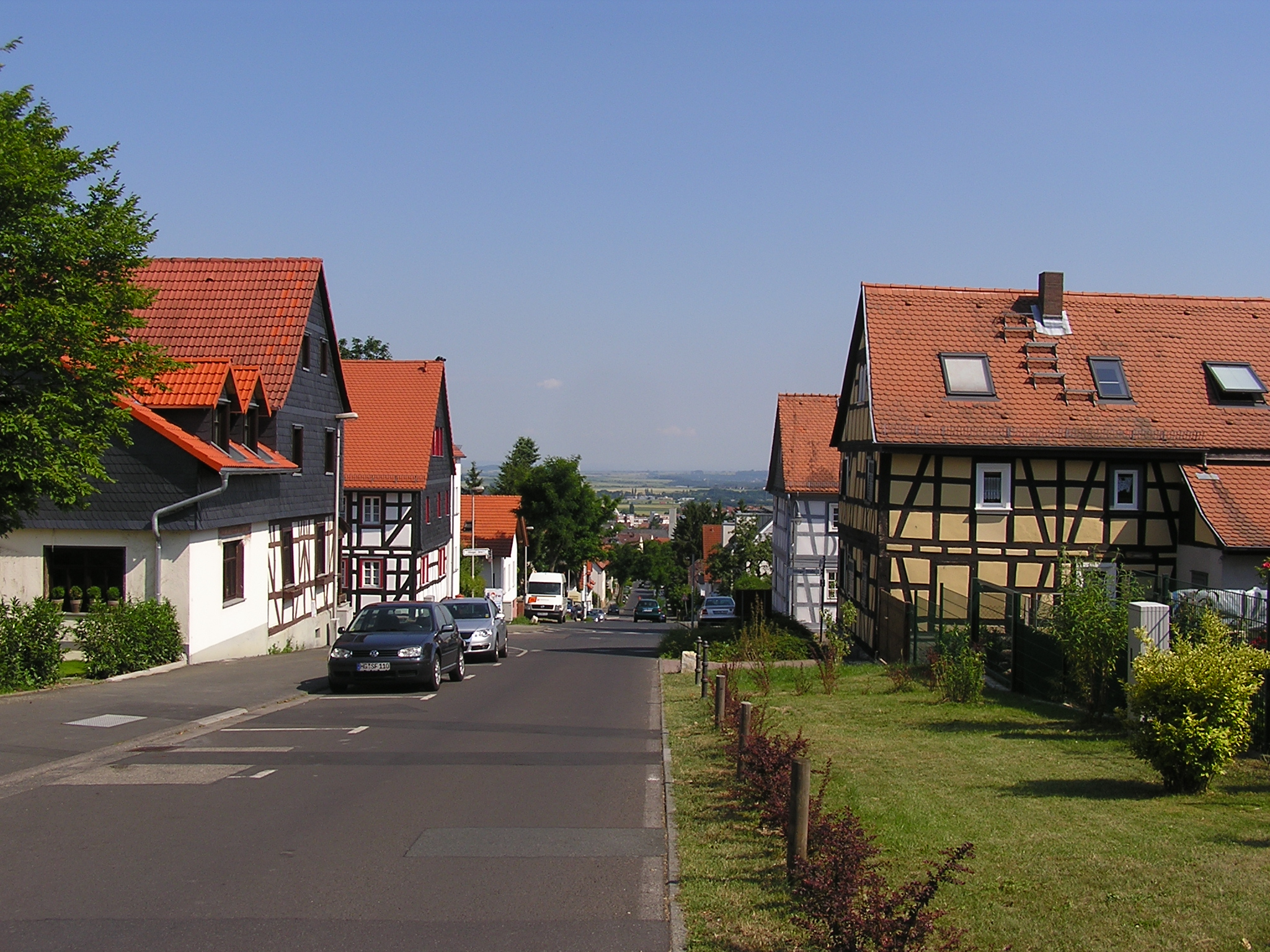
Діллінген
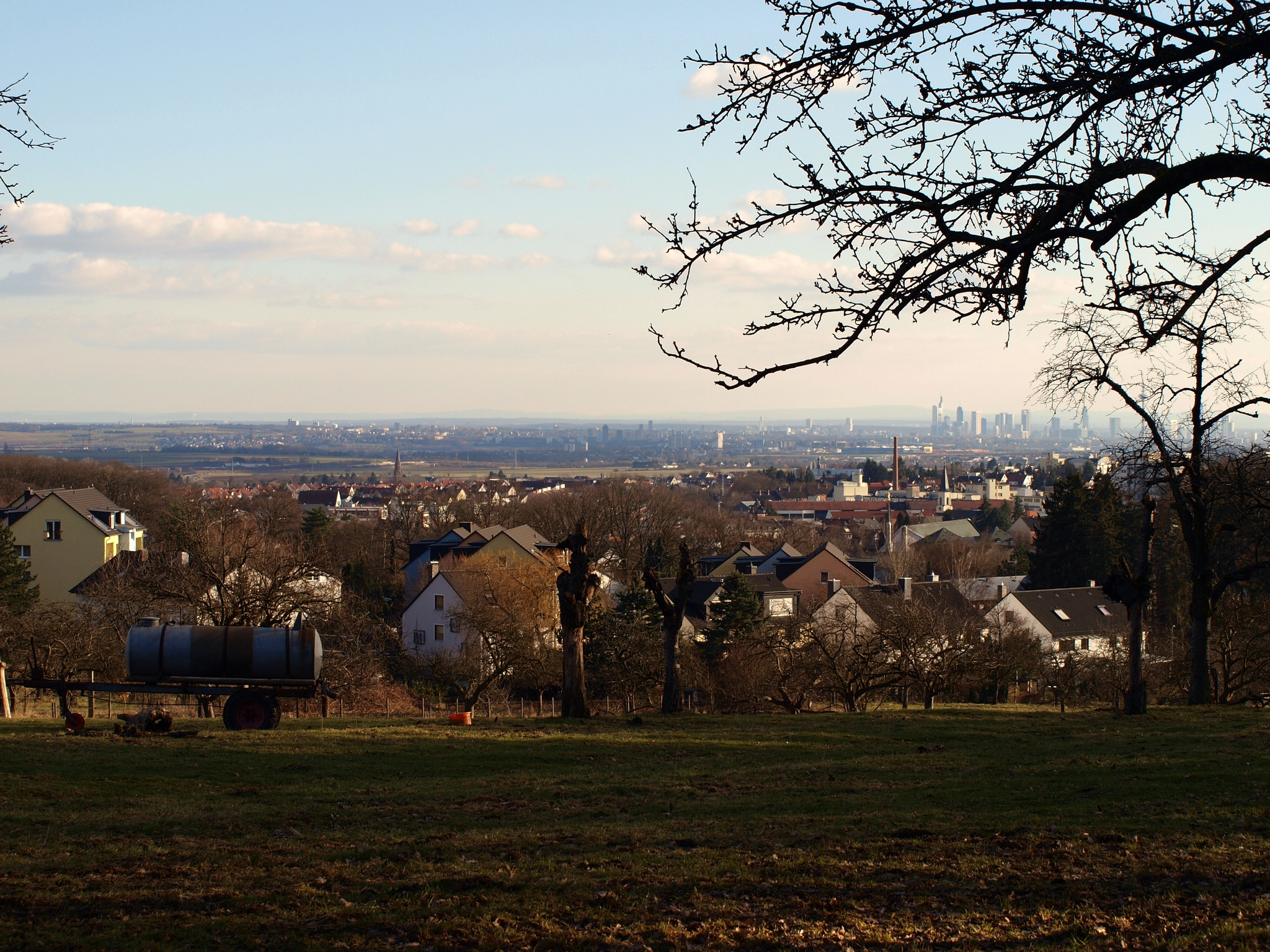
Вид з Діллінгена на центр міста та Зойльберг
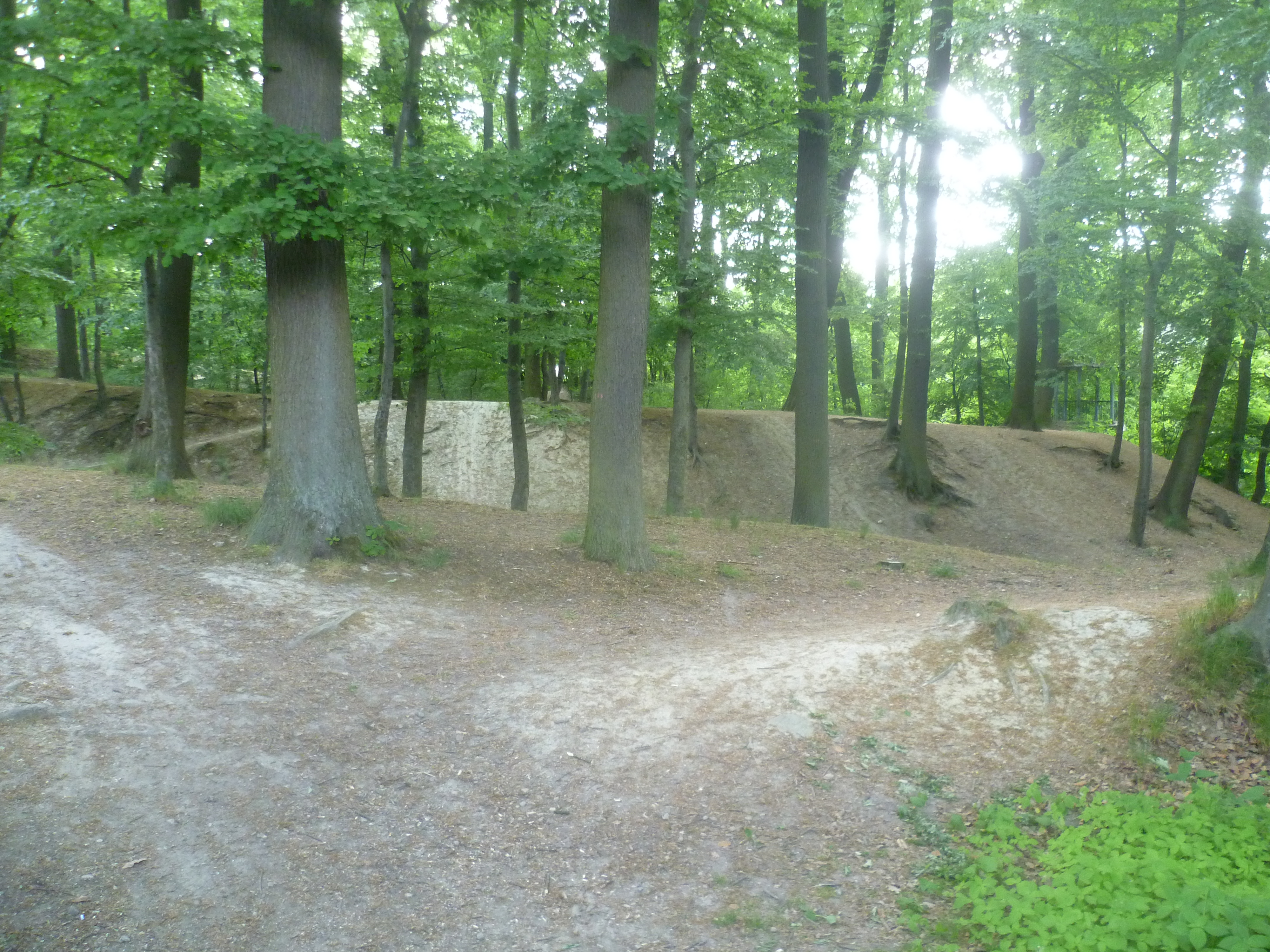
замок Тауер ХіллШнепфенбург
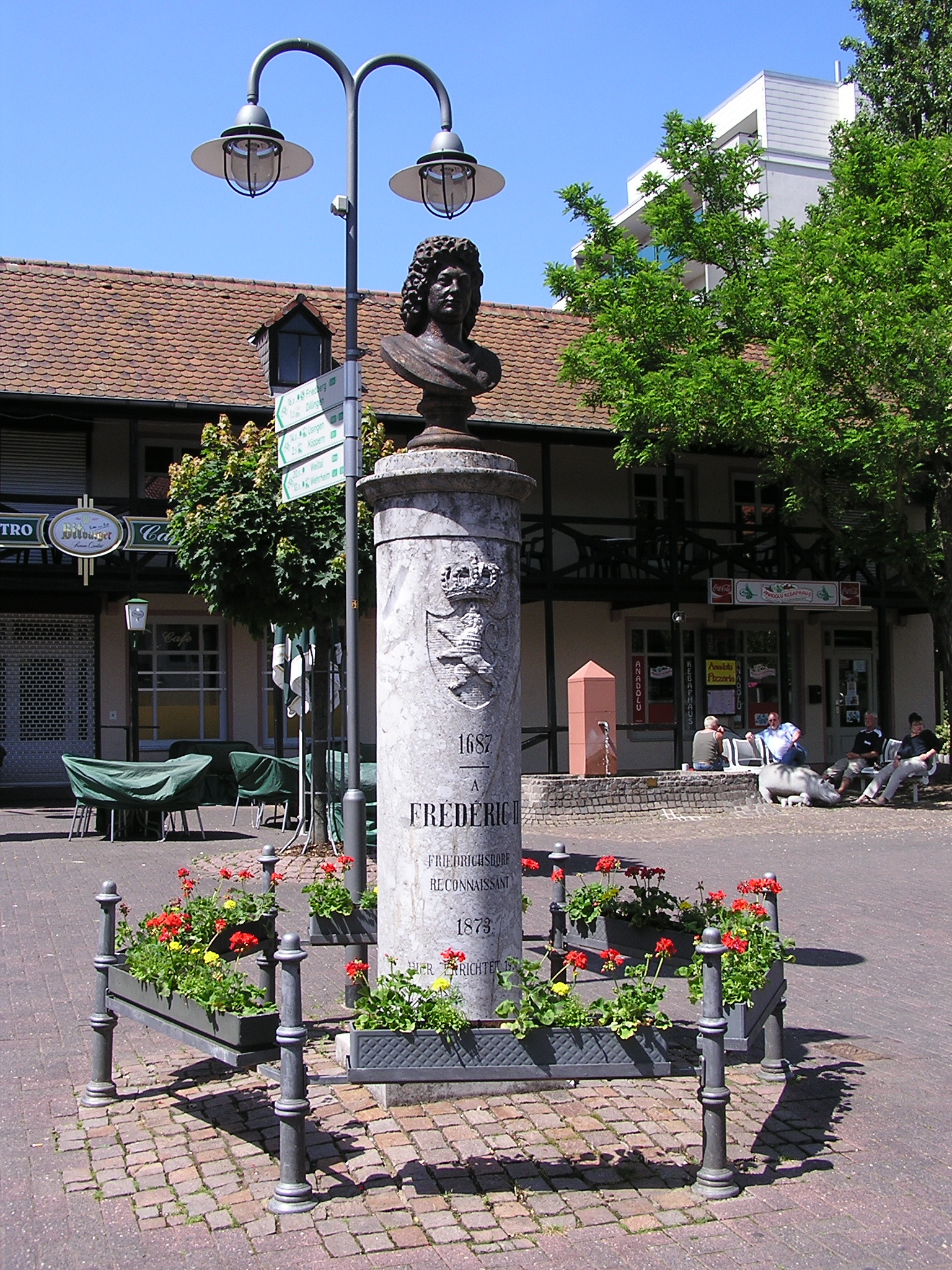
Пам'ятник на Ландграфенплац
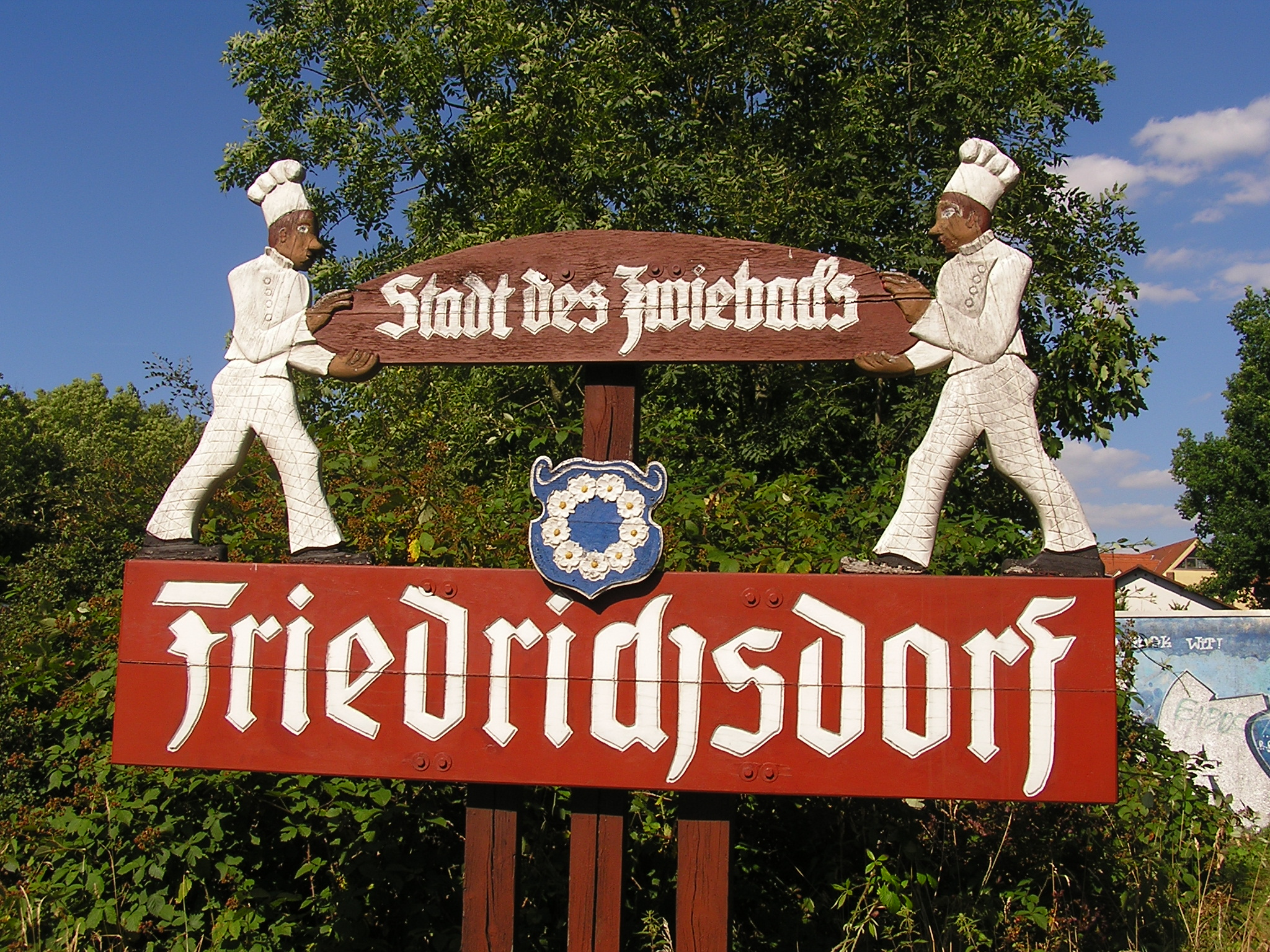
Вивіска: «Місто сухарів».
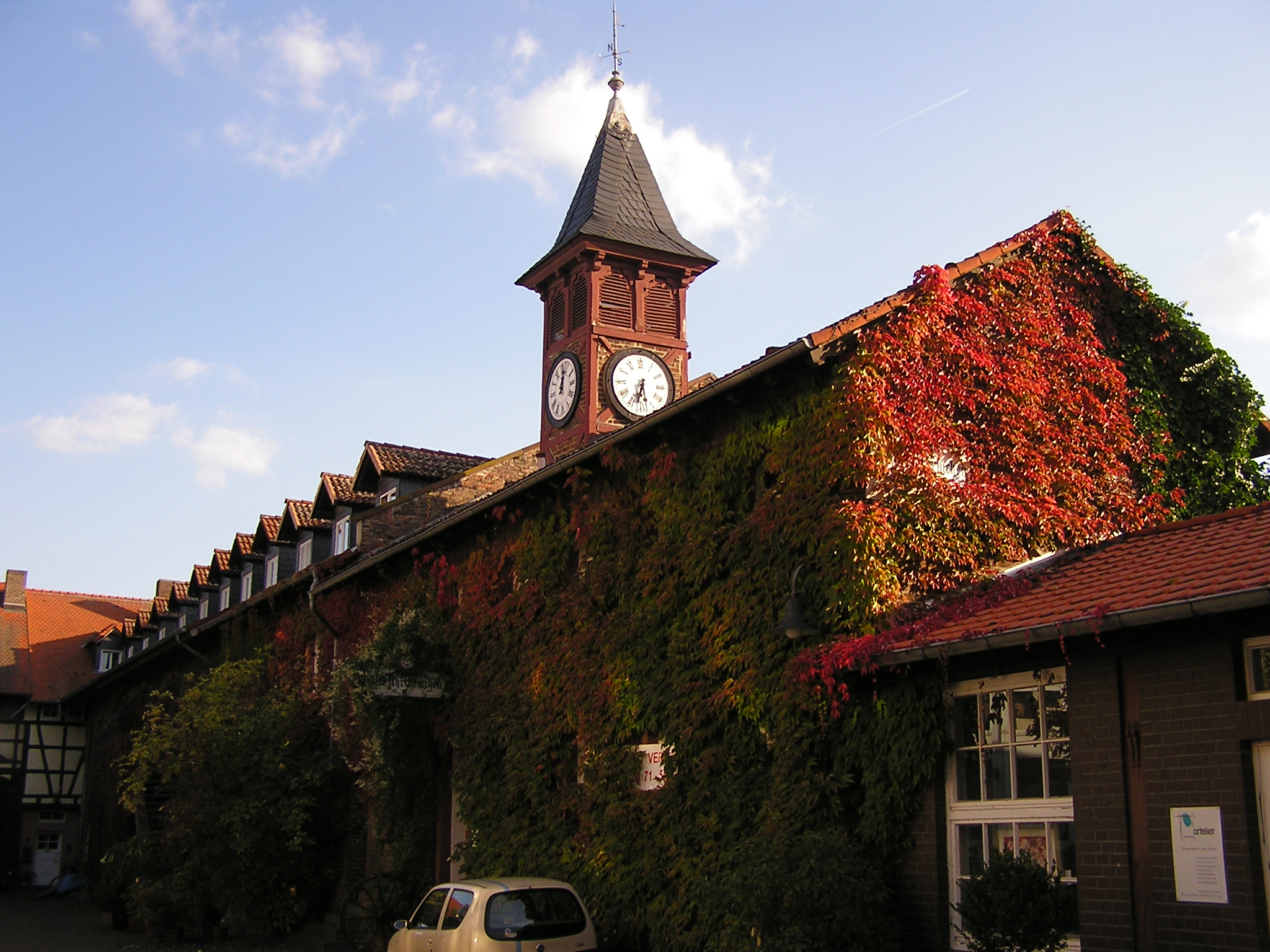
Будівля колишнього інституту Гарньє